# 위도초등학교
위도초등학교는 대한민국 전북특별자치도 부안군 위도면 치도리에 있는 공립 초등학교이다.

## 학교 연혁
- 1930년 9월 25일 영광군 위도공립보통학교 개교
- 1938년 4월 1일 위도공립심상소학교로 개칭[1]
- 1941년 4월 1일 위도공립국민학교로 개칭[2]
- 1949년 12월 31일 위도국민학교로 명칭 변경[3]
- 1946년 11월 8일 식도분교장 개교
- 1950년 4월 1일 위도국민학교로 개칭
- 1963년 1월 1일 부안군으로 편입
- 1964년 3월 14일 상왕등분교장, 하왕등분교장 개교
- 1965년 3월 1일 대리분교장 개교
- 1970년 3월 1일 거륜도분교장, 파장금분교장 개교
- 1983년 3월 1일 식도분교장 편입
- 1984년 3월 20일 병설유치원 개원
- 1990년 9월 25일 개교 60주년 기념행사
- 1992년 2월 28일 4개 분교장 통폐합(상왕등, 하왕등, 파장금, 거륜도)
- 1996년 3월 1일 위도초등학교로 개칭[4]
- 1998년 3월 1일 대리분교장 통폐합
- 2019년 12월 27일 제87회 졸업식(총 3,936명)
- 2020년 3월 1일 6학급(재학 17명) 편성
- 2020년 3월 1일 제42대 양향숙 교장 부임

## 참고 자료
- 위도초등학교 - 한국교육학술정보원 학교알리미